# Sharp (cràter)

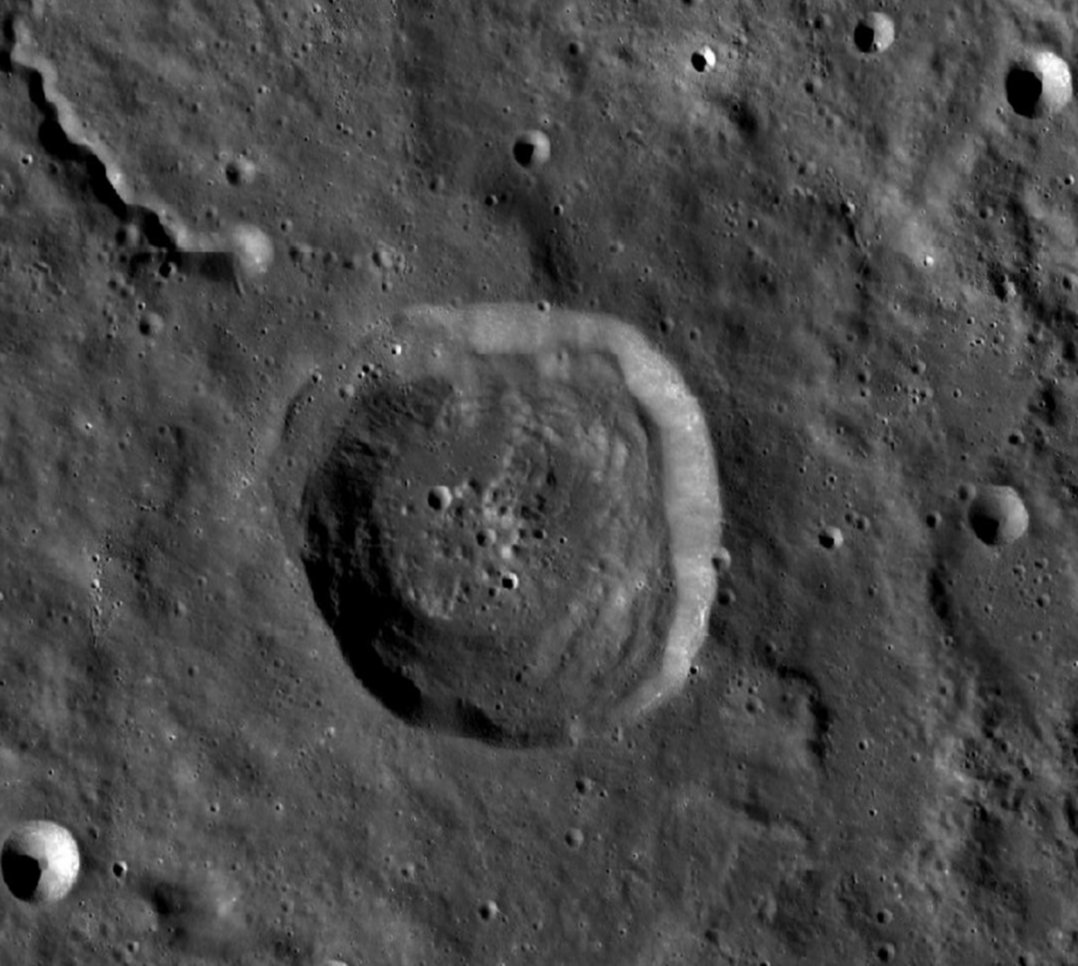
Fotografia de la missió LRO

Sharp és un cràter d'impacte lunar localitzat a l'oest de la badia del Sinus Iridum del Mare Imbrium, més enllà de la serralada dels Montes Jura. Al sud-oest es troba el cràter Mairan. A causa de la seva ubicació i a l'escorç, Sharp presenta una forma el·líptica quan s'observa des de la Terra, encara que la vora del cràter és en realitat circular.

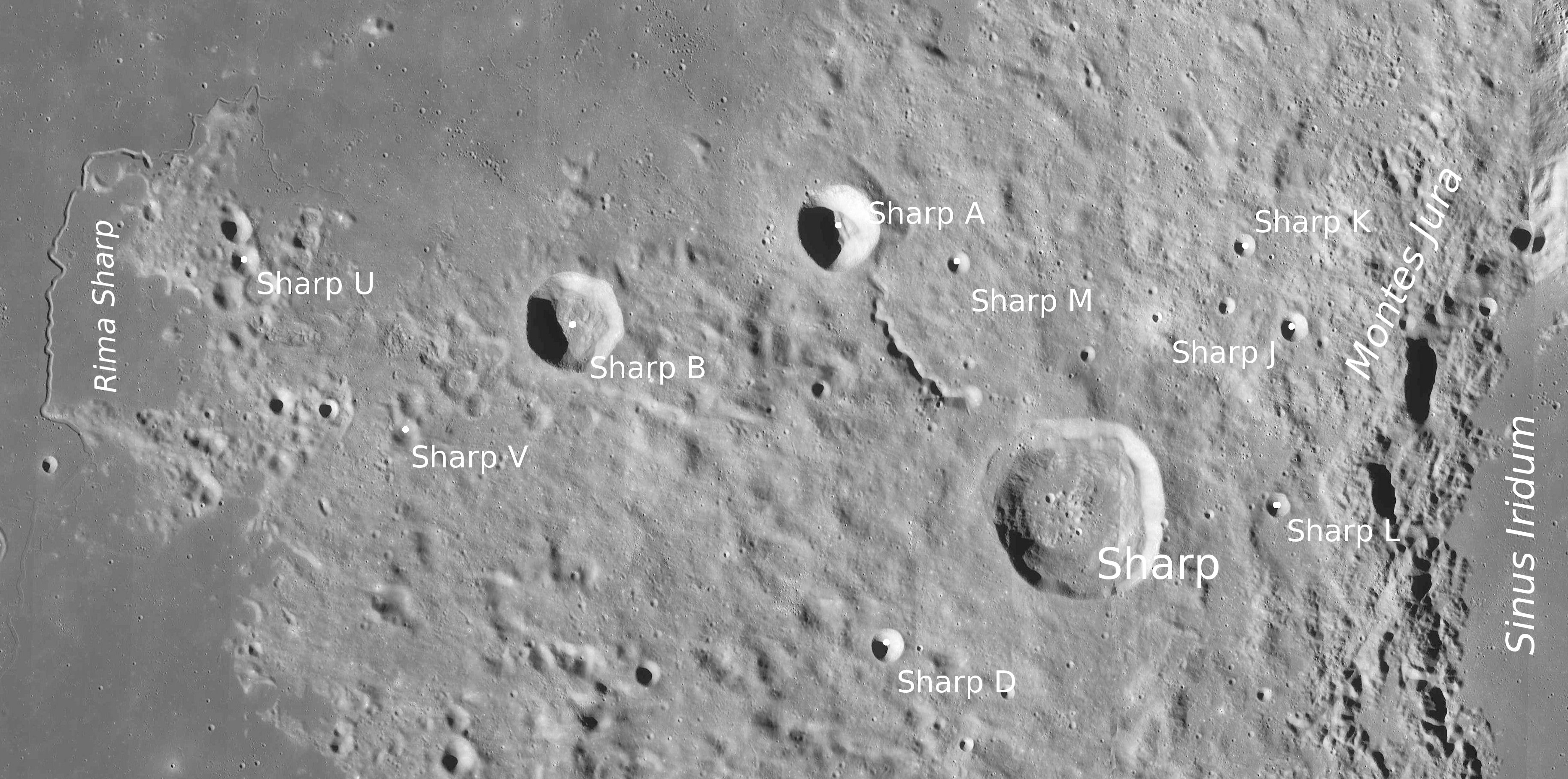
Entorn del cràter Sharp. Fotografia de la missió LRO

Sharp està envoltat per una regió accidentada de muntanyes i elevacions, amb una sèrie de crestes que s'uneixen als extrems nord i sud del brocal. El cràter té un pic d'escassa altura en el punt central del sòl. Entre Sharp i Sharp A se localitza una rima sense denominació. Curiosament, la Rima Sharp es troba molt allunyada en direcció nord-oest, en el Mare Frigoris.

## Cràters satèl·lit
Per convenció aquests elements són identificats en els mapes lunars posant la lletra en el costat del punt central del cràter que està més proper a Sharp.
|       | \| Sharp \| Coordenades \| Diàmetre \| \| ----- \| ------------------------------------ \| -------- \| \| A \| 47° 36′ N, 42° 36′ O / 47.6°N,42.6°O \| 17 km \| \| B \| 47° 00′ N, 45° 18′ O / 47.0°N,45.3°O \| 21 km \| \| D \| 44° 48′ N, 42° 06′ O / 44.8°N,42.1°O \| 8 km \| \| J \| 46° 54′ N, 37° 54′ O / 46.9°N,37.9°O \| 6 km \| \| K \| 47° 24′ N, 38° 30′ O / 47.4°N,38.5°O \| 5 km \| \| L \| 45° 48′ N, 38° 12′ O / 45.8°N,38.2°O \| 6 km \| \| M \| 47° 18′ N, 41° 24′ O / 47.3°N,41.4°O \| 4 km \| \| O \| 47° 24′ N, 48° 36′ O / 47.4°N,48.6°O \| 6 km \| \| V \| 46° 12′ N, 46° 54′ O / 46.2°N,46.9°O \| 7 km \| \| W \| 50° 12′ N, 45° 18′ O / 50.2°N,45.3°O \| 4 km \| |          |
| Sharp | Coordenades | Diàmetre |
| A     | 47° 36′ N, 42° 36′ O / 47.6°N,42.6°O | 17 km    |
| B     | 47° 00′ N, 45° 18′ O / 47.0°N,45.3°O | 21 km    |
| D     | 44° 48′ N, 42° 06′ O / 44.8°N,42.1°O | 8 km     |
| J     | 46° 54′ N, 37° 54′ O / 46.9°N,37.9°O | 6 km     |
| K     | 47° 24′ N, 38° 30′ O / 47.4°N,38.5°O | 5 km     |
| L     | 45° 48′ N, 38° 12′ O / 45.8°N,38.2°O | 6 km     |
| M     | 47° 18′ N, 41° 24′ O / 47.3°N,41.4°O | 4 km     |
| O     | 47° 24′ N, 48° 36′ O / 47.4°N,48.6°O | 6 km     |
| V     | 46° 12′ N, 46° 54′ O / 46.2°N,46.9°O | 7 km     |
| W     | 50° 12′ N, 45° 18′ O / 50.2°N,45.3°O | 4 km     |